# Byteń
Byteń (biał. Быцень, Bycień ros. Бытень, Bytień) – agromiasteczko (dawniej miasteczko) na Białorusi na południe od Słonimia nad rzeką Szczarą, siedziba sielsowietu w rejonie iwacewickim obwodu brzeskiego. Za II RP siedziba gminy Byteń.

## Historia
Pierwsza wzmianka o Byteniu jako o majątku Dowojnów w powiecie słonimskim województwa nowogródzkiego pochodzi z 12 maja 1555 r. Następnie należał do m.in. do kniazia Fedora Hołowni i do Jana Chodkiewicza. W końcu XVI w. Byteń stał się gniazdem rodowym Tryznów. Marszałek słonimski Hrehory Tryzna wraz z żoną Rainą z Sapiehów ufundowali tu w 1607 r. monaster, który wkrótce stał się jednym z bastionów unii brzeskiej, m.in. nowicjat w miejscowym w klasztorze bazyliańskim organizował sam Jozafat Kuncewicz. W 1640 r. podskarbi wielki litewski Mikołaj Tryzna miał zapisać Byteń klasztorowi bazylianów, jednak w 1779 r. wyrokiem sądu spadkobiercy Tryznów odzyskali wioskę od zakonu. Byteń został zniszczony i ograbiony podczas potopu szwedzkiego w 1655 r. 
Prywatne miasto duchowne położone było w końcu XVIII wieku w powiecie słonimskim województwa nowogródzkiego. 
Cerkiew greckokatolicka przy klasztorze bazyliańskim, wystawiona w latach 1708–1710 przez przełożonego zakonu Józefa Piętkiewicza, po likwidacji Kościoła unickiego na ziemiach litewskich i białoruskich przeszła do Rosyjskiego Kościoła Prawosławnego. W pounickich budynkach klasztornych przez pewien czas zamieszkiwali mnisi prawosławni, jednak w 1846 wspólnota ta przeniosła się do monasteru w Żyrowiczach. W 1886 w Byteniu w tych samych obiektach otwarto skit monasteru Świętego Ducha w Wilnie. Główna cerkiew klasztorna uległa zniszczeniu w czasie I wojny światowej. Z obiektów dawnego monasteru zachowała się do naszych czasów jedynie cerkiew pomocnicza pw. Zaśnięcia Matki Bożej z 1654 r., która obecnie służy miejscowej parafii prawosławnej.
24 lutego 1919 roku oddział Wojska Polskiego pod dowództwem mjr. Władysława Dąbrowskiego odbił Byteń z rąk bolszewików. Polacy zmusili od ucieczki dowództwo 4. Rewolucyjnego Pułku Warszawskiego Armii Czerwonej, zdobyli karabin maszynowy, kuchnię polową, 100 karabinów, 500 granatów ręcznych, milion naboi do karabinów i kilka aparatów telefonicznych. Wzięto też do niewoli 50 bolszewickich żołnierzy. Strona polska poniosła straty w liczbie 1 zabitego i 8 rannych. W walce szczególnie wyróżnili się podporucznicy: Walentynowicz, Maresza i Barski, a także artylerzyści pociągu pancernego „Kaniów”. Była to jednak jedynie akcja zaczepna, po której siły polskie opuściły miejscowość. Ponownie Byteń zajęło 28 lutego zgrupowanie kpt. Szczęsnowicza, w ramach ofensywy wojsk polskich w kierunku Szczary. 1 marca bolszewicy otoczyli miasteczko. Z okrążenia wyrwała się jedynie polska kawaleria, natomiast piechota pozostała w Byteniu, broniąc się do końca. W walce poległo 10 polskich żołnierzy z ppor. Falkowskim, pozostali zaś, w tym 4 ciężko rannych z ppor. Sobolewskim, dostało się do bolszewickiej niewoli. Walki pomiędzy siłami polskimi i bolszewikami o Byteń trwały do 6 marca, kiedy to miejscowość została ostatecznie zdobyta przez Polaków w wyniku brawurowego ataku kompanii szturmowej kpt. Witolda Komierowskiego z grupy wojsk gen. Iwaszkiewicza.
Za II Rzeczypospolitej miejscowość należała do powiatu słonimskiego w województwie nowogródzkim.
Podczas okupacji hitlerowskiej, w czerwcu 1942 roku Niemcy utworzyli getto dla żydowskich mieszkańców. Przebywało w nim około 1200 osób. We wrześniu 1942 roku Niemcy zlikwidowali getto, a Żydów zamordowano w lesie koło miejscowości Zapole. Sprawcami zbrodni byli żołnierze z SS oraz litewska policja. 

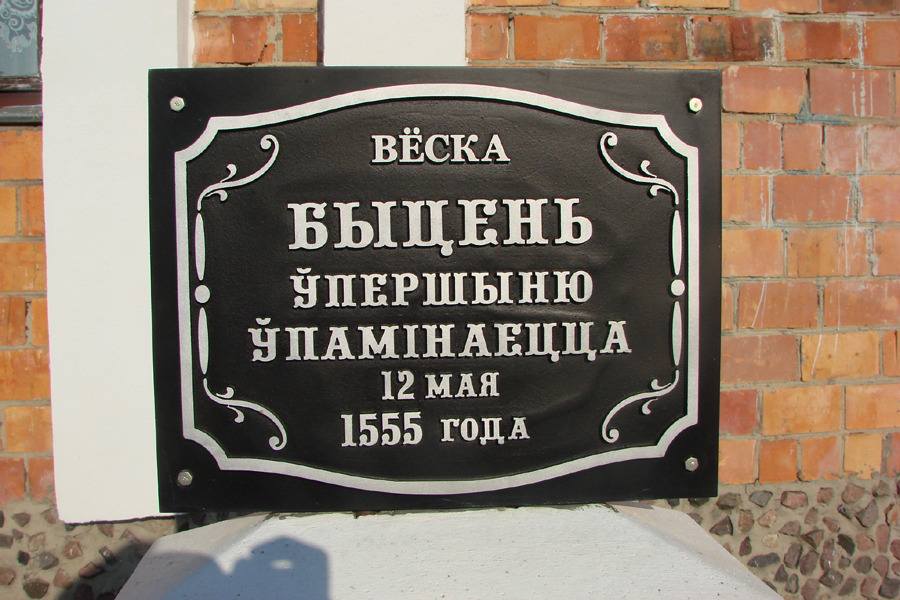
Napis na budynku administracji

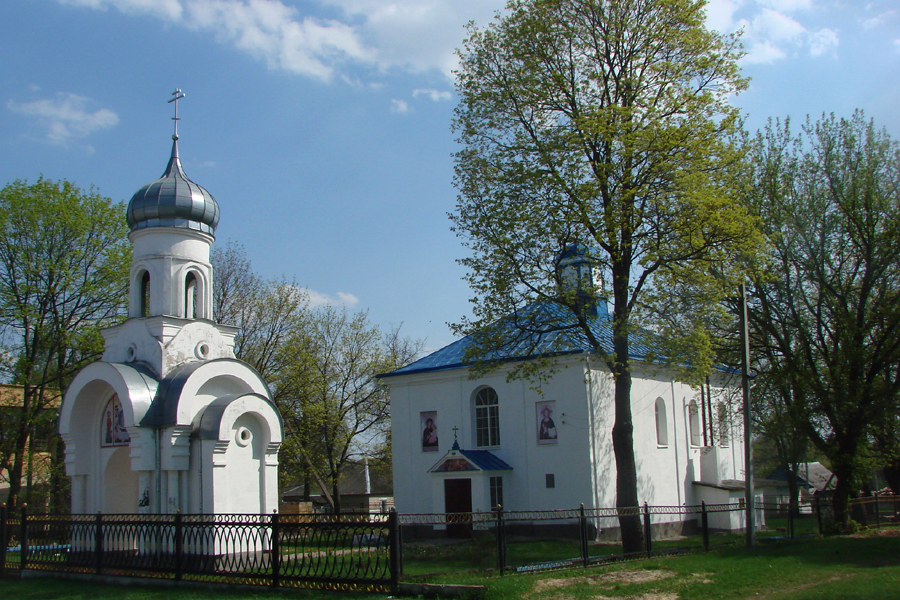
Cerkiew Przeczystej Bogurodzicy (1654)

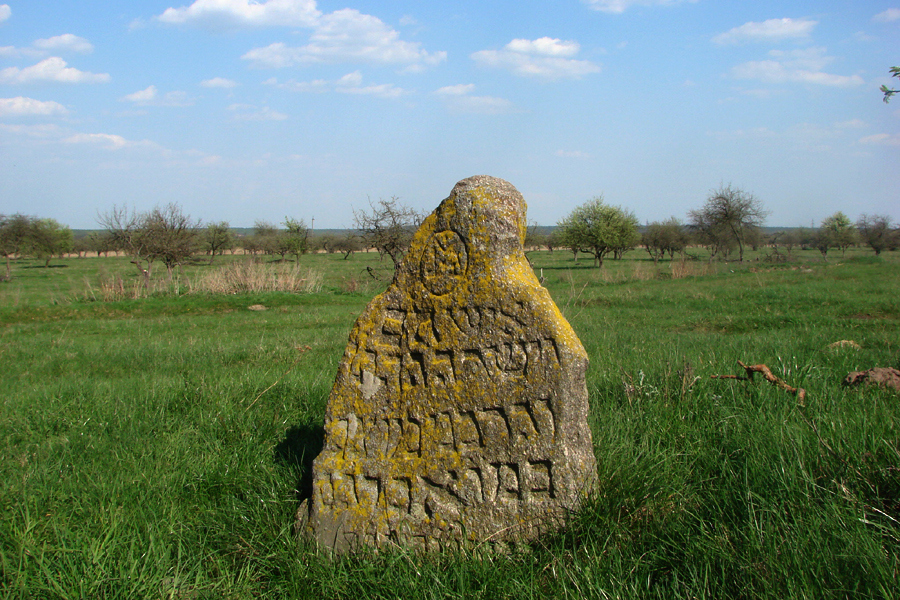
Cmentarz żydowski w Byteniu